# Liste von Persönlichkeiten aus Porto Ceresio
Diese Liste enthält in Porto Ceresio geborene Persönlichkeiten und solche, die in Porto Ceresio ihren Wirkungskreis hatten, ohne dort geboren zu sein. Die Liste erhebt keinen Anspruch auf Vollständigkeit.

## Persönlichkeiten
- Künstlerfamilie Appiani

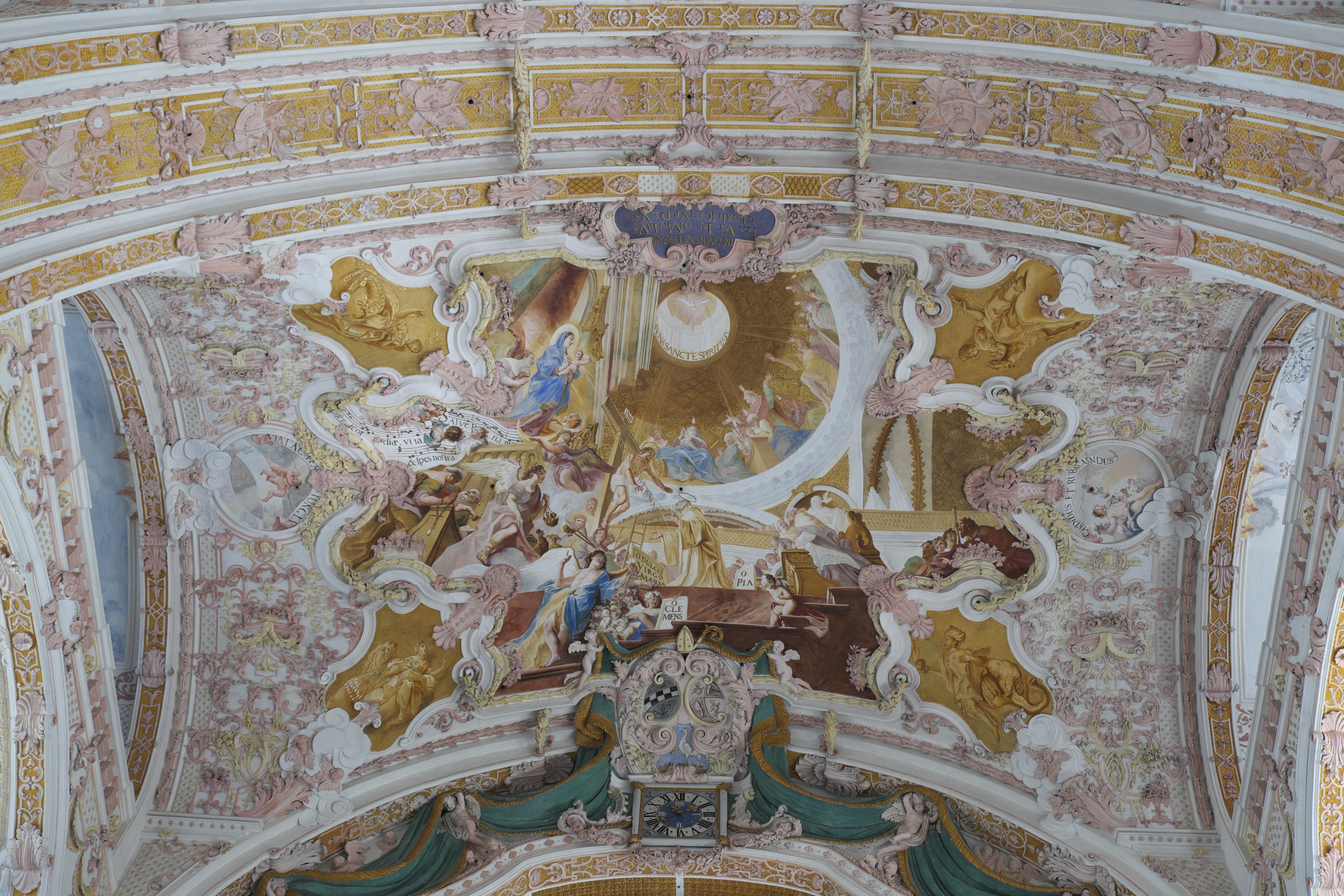
Pietro Francesco Appiani: Stuckaturen im Chor, Ehemalige Zisterzienserklosterkirche St. Mariä Himmelfahr, Fürstenfeldbruck, 1718–1723.

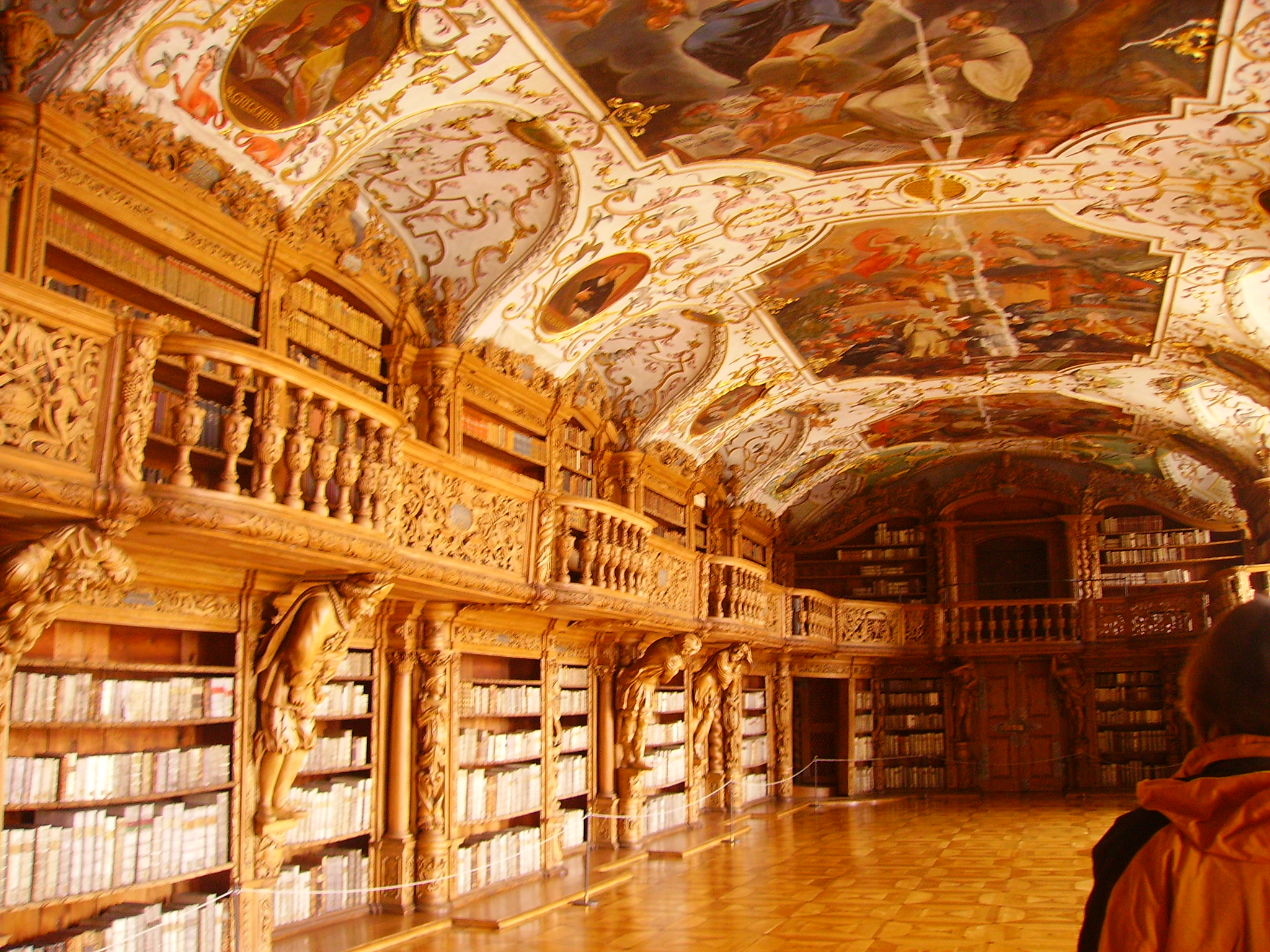
Jacopo Appiani: Stuckaturen, Kloster-Bibliothek Waldsassen, 1726.

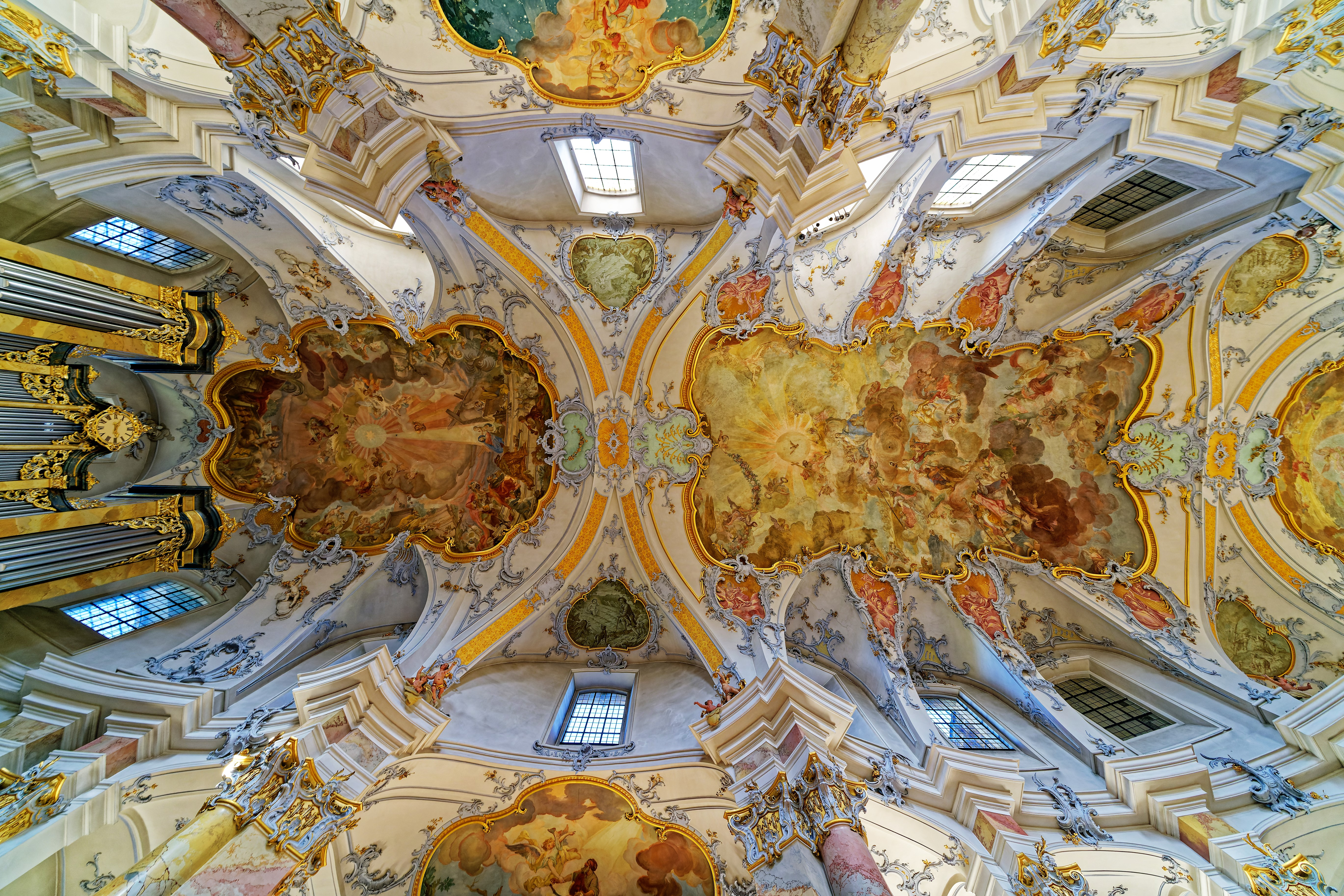
Giuseppe Appiani: Deckengemälde, Basilika Vierzehnheiligen, Bad Staffelstein, 1769.

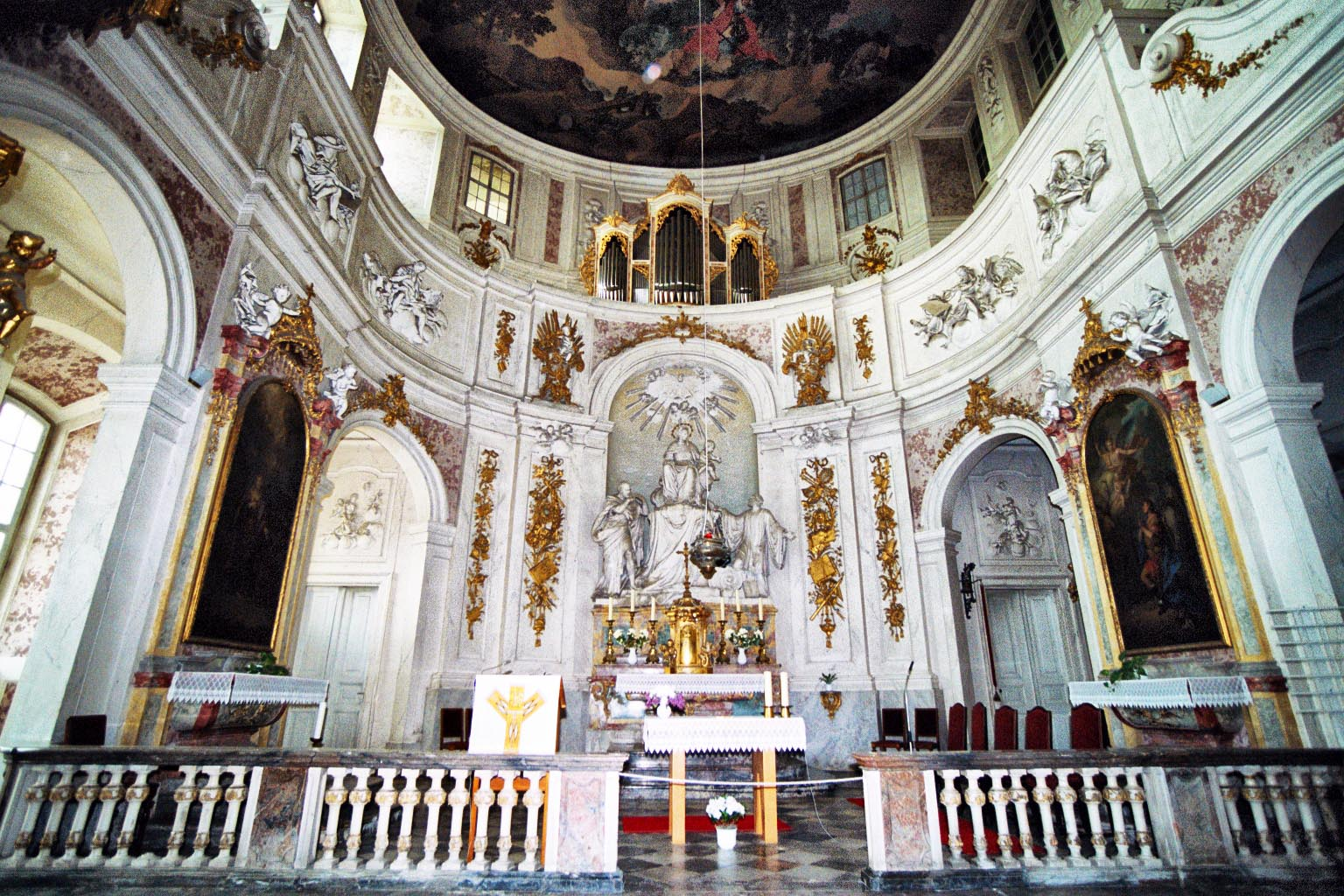
Pietro Luigi Bossi: Stuckarbeiten, Apsis der Schloßkapelle Hubertusburg Wermsdorf

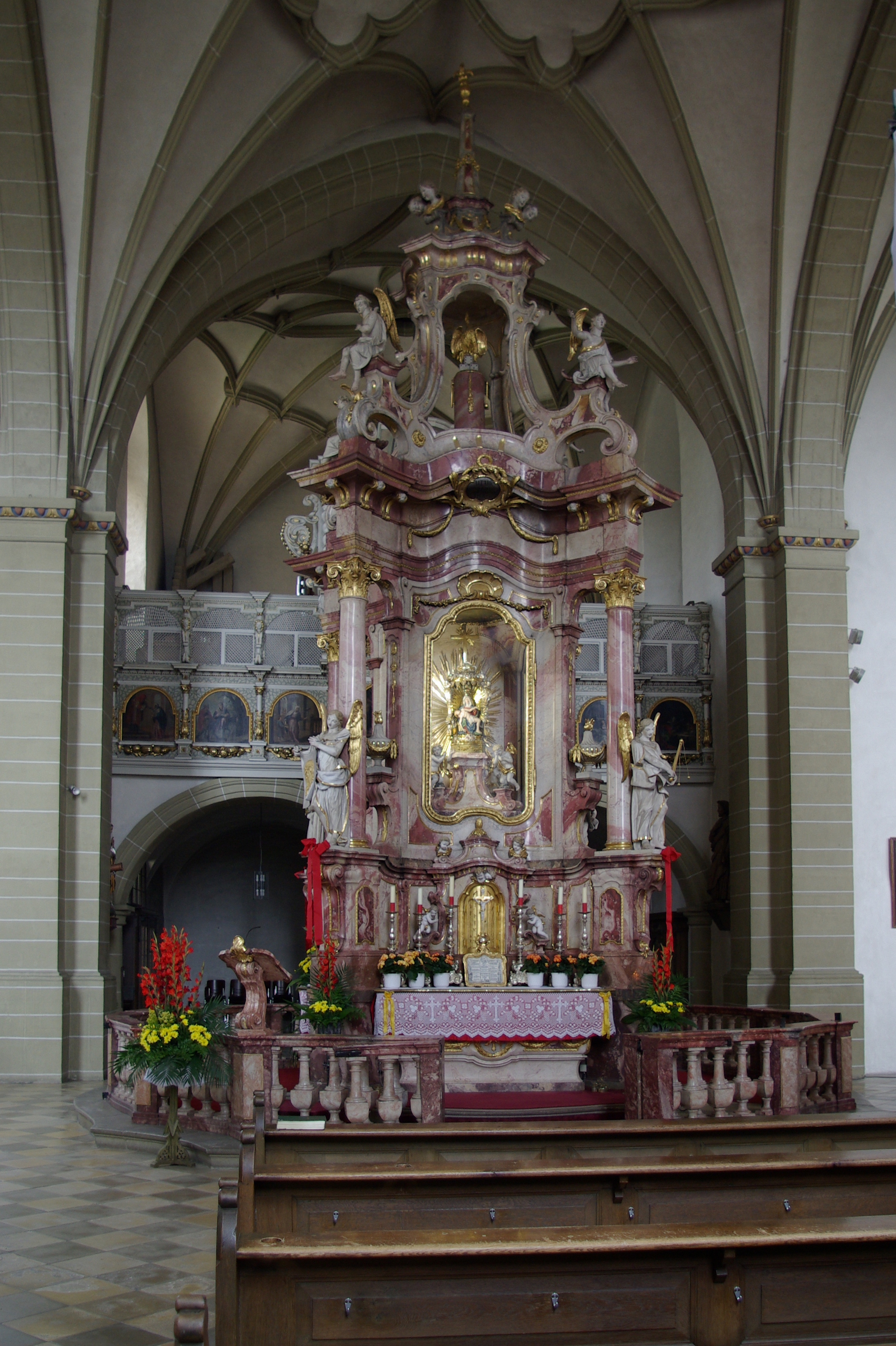
Agostino Bossi: Altar, Wallfahrtskirche Maria im Sand, 1778

  - Andrea Appiani (* um 1600 in Porto Ceresio; † 17. Juli 1668 in Rom), Sohn des Giovanni Pietro, Bildhauer, Baumeister. 1625 ist er erstmals in Rom nachgewiesen, wo er für Kardinal Scipione Caffarelli Borghese, Neffe von Papst Paul V., an der Villa Borghese (1625–1634) mitarbeitete. Sie wurde ab 1606 unter der Leitung des Architekten Flaminio Ponzio aus Viggiù erbaut. Er war auch am Bau und der Dekoration mehrerer Kirchen beteiligt: Santa Maria della Vittoria (Rom); Basilika San Crisogono; Santa Maria Assunta (Monte Compatri)[1]
  - Ambrogio Appiani (* um 1620 in Porto Ceresio; † nach 1664 in Rom ?), Neffe von Andrea, Künstler, Bildhauer. Er verließ Morcote im Jahre 1659 und arbeitete zusammen mit Nicola Sale an der Fontana dei Quattro Fiumi auf der Piazza Navona in Rom. Zuletzt dokumentiert in Rom am 5. Juni 1664[2][3]
  - Pietro Francesco Appiani (* 31. Januar 1670 in Porto Ceresio; † 24. August 1724 in Regensburg), Sohn des Giuseppe, Stuckateur in der Klosterkirche Fürstenfeld. Die enge Zusammenarbeit mit dem Münchener Hofbaumeister Giovanni Antonio Viscardi (1645–1713) aus San Vittore GR brachte er in Kontakt mit dem Zisterzienser-Orden: seine Stuckaturen sind in der von Viscardi erbauten Wallfahrtskirche Maria Hilf, in Freystadt, 1708–1709. Auf diese Weise erhielt er zahlreiche Aufträge zur Ausschmückung von Klöstern und Kirchen, angefangen vom Kloster Fürstenfeld bei München. Dort, in Fürstenfeldbruck, heiratete er und eröffnete 1702 eine eigene Werkstatt. Im Kloster Kaisheim bei Augsburg dekorierte er die Bibliothek und den Kaisersaal. Im Kloster Fürstenfeld bei München schuf er 1718–1723 die Stuckaturen im Chor, während sein jüngerer Bruder Jacopo anschließend das Langhaus ausschmückte. Daneben wirkte Appiani auch an Stuckarbeiten in München mit, darunter 1703 im Schloss Nymphenburg; 1710 in der Bürgersaal (München) und 1711 in der Bibliothek der angrenzenden Jesuitenschules (beide 1944 bei einem Luftangriff zerstört)[4][5]

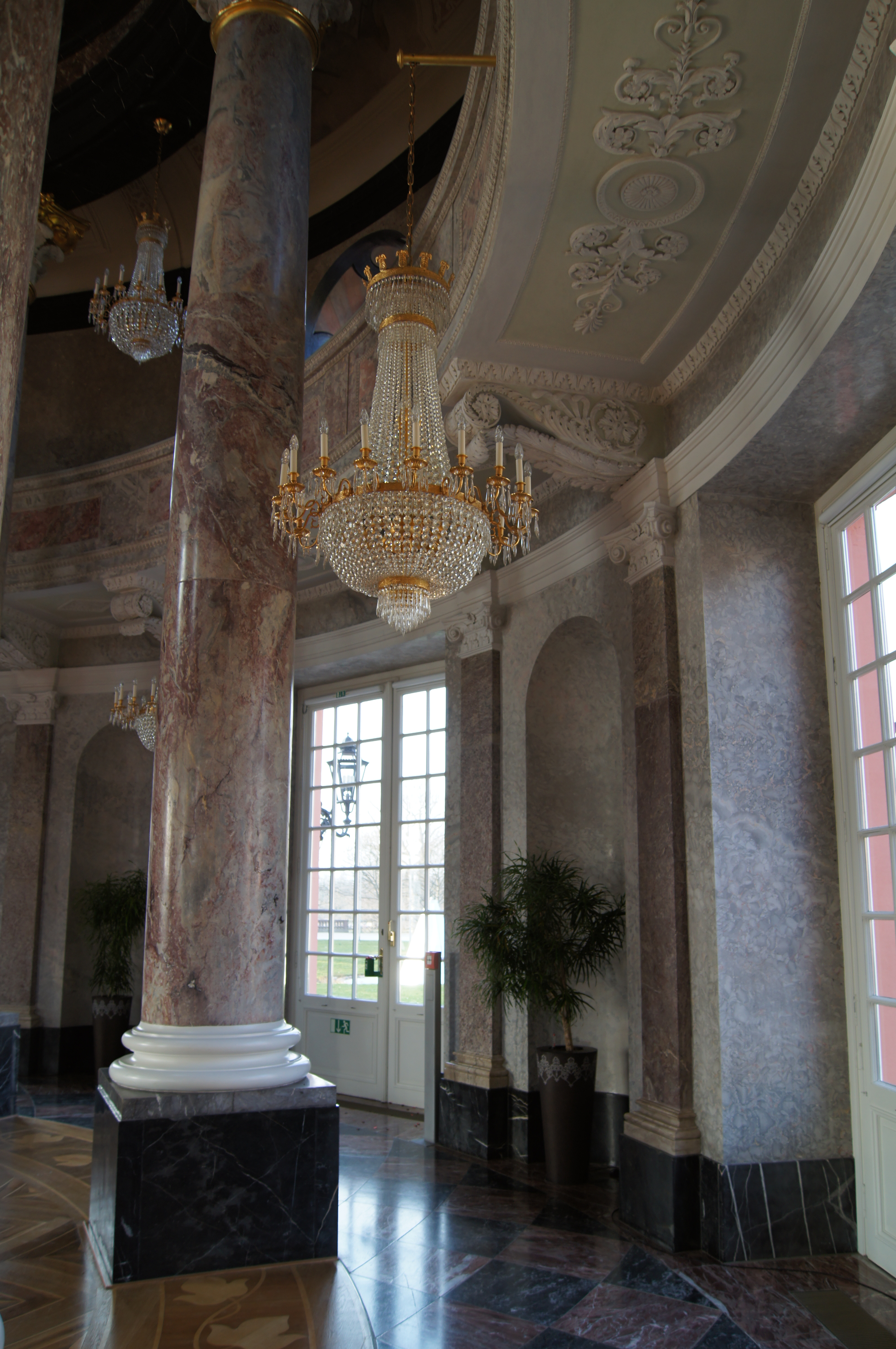
Antonio Giuseppe Bossi, Giuseppe Antonio Pedroli: Stuckaturen, Schloss Biebrich, Wiesbaden um 1721

- - Jacopo Appiani (* 22. Juni 1687 in Porto Ceresio; † 24. Juni 1742 ebenda), Sohn des Giuseppe, Stuckateur in Kloster Rheinau. Die Tatsache, dass die Zisterzienserabtei Waldsassen in der Oberpfalz bis 1690 dem Kloster Fürstenfeld bei München unterstand, erklärt die Wahl der Künstler für die Stuckaturen in der Stiftsbibliothek.
  - Giuseppe Appiani (* 16. Oktober 1706 in München; † 19. August 1785 in Triefenstein), Sohn des Pietro Francesco aus Porto Ceresio, Maler in Mainz. Er schmückte Kirchen, Paläste und öffentliche Bauten mit Wand- und Deckengemälden, wobei er eng mit dem Baumeister des Deutschen Ordens Johann Caspar Bagnato und dem Stuckateur Francesco Pozzi (Stuckateur) aus Bruzella zusammenarbeitete.
  - Andrea Appiani (* 23. Mai 1754 in Mailand; † 8. November 1817 ebenda), ein Italienischer Maler des Neoklassizismus (Bildende Kunst)
  - Andrea Appiani il Giovane (* 1817 in Mailand; † 18. Dezember 1865 ebenda), Großneffe des Andrea Appiani, ein italienischer Maler[6]

- Künstlerfamilie Bossi, Stammbaum[7][8]
  - Pietro Luigi Bossi (* 1690 in Porto Ceresio; † 1747 in Wermsdorf ?), Sohn des Carlo Antonio, Stuckateur in der Schlosskapelle Hubertusburg des Schlosses Hubertusburg in Sachsen[9][10]
  - Antonio Giuseppe Bossi (* 1699 in Porto Ceresio; † 10. Februar 1764 in Würzburg) war ab 1735 Hofstuckateur in Würzburg; er schuf Stuckaturen im Schloss Biebrich, Wiesbaden um 1721
  - Benigno Bossi (* 31. Juli 1727 in Porto Ceresio; † 4. November 1792 in Parma), Sohn des Pietro Luigi, ein Kupferstecher, Maler und Stuckateur
  - Luigi (Lodovico) Bossi (* 1. September 1727 in Porto Ceresio; † um 1813 in Lavanttal ?), Sohn des Natale, Stuckateur. Hofstuckateur in den Residenzschloss Ludwigsburg und Würzburger Residenz in Würzburg; Weitere Arbeiten in Ellwangen und im Kloster St. Blasien (Schwarzwald) im Schwarzwald[10]
  - Carlo Giuseppe Bossi (* 1737 in Porto Ceresio; † 15. November 1798 in Prag Kleinseite), ein Italienischer Stuckateur[11]
  - Materno Bossi (* 18. Juli 1737 in Porto Ceresio; † 28. August 1802 in Würzburg), Sohn des Natale, Bruder von Lodovico und Agostino, Stuckateur
  - Agostino Bossi (* 30. August 1740 in Porto Ceresio; † 9. Dezember 1799 in Dettelbach), Sohn des Natale, Bruder von Lodovico und Materno, Stuckateur. Er arbeitete in Würzburg: Stuckaturen in der Würzburger Residenz und in der Michaelskirche. In Dettelbach am Main, circa 20 km östlich von Würzburg, schuf er 1778 einen prunkvollen Altar in der Wallfahrtskirche Maria im Sand (Dettelbach)

- Giovanni Andreoletti (* 28. Februar 1832 in Porto Ceresio; † nach 1881 ebenda?), Vater des Pietro, Bildhauer in Giubiano[12]
- Pietro Andreoletti (* 17. Mai 1860 in Porto Ceresio; † 24. März 1933 ebenda), Sohn von Giovanni, Bildhauer, Altarbildner schuf das Denkmal von Louis Favre in Göschenen[13][14][15][16] andere Werke in Porto Ceresio (1889), Giubiano (1881), Lugano (1890), Airolo, Induno Olona und Jonen (1910).